# وئام الدحماني
وئام الدحماني (22 أغسطس 1983 - 22 أبريل 2018)، هي مذيعة وممثلة ومغنية ومدونة وشخصية مؤثرة مغربية.

## عن حياتها
عملت في بدايتها كمذيعة في قناة دبي، لكنها قررت الاتجاه إلى مجال الغناء وقدمت فيديو كليب «أهلاً وسهلا» في عام 2010 وتم تصوير الكليب في الهند كما أنها اشتهرت بالطابع الهندي حيث قدمت برامج عدة تهتم في السينما الهندية مع قنوات زي للمشاريع الترفيهية وزي أفلام وقدمت العديد من فيديو كليب بنفس الطابع، واتجهت بعام 2011 إلى مجال التمثيل وذلك بعد أن شاركت في مسلسل ضلال الماضي كممثلة، واستمرت بالتمثيل والتقديم والغناء.

## أعمالها

### الأفلام
- Ishq Khuda
- hahzad Rafique
- Hijrat

### المسلسلات
- 2008: حاير طاير.
- 2011: ضلال الماضي.
- 2012: ملحق بنات.
- 2014: فرصة ثانية.
- 2015: سيلفي.
- 2016: عود أخضر.
- 2017: أصعب قرار.

### فيديو كليب
- 2010: أهلاً وسهلاً.
- 2012: سجناوي.
- 2012: وأو.
- 2014: ويش أسوي.

## وفاتها
توفيت مساء الأحد 22 أبريل 2018 بعد تعرضها لنوبة قلبية في محل إقامتها أبوظبي في الإمارات العربية المتحدة حيث تقيم منذ سنوات.

## روابط خارجية
- وئام الدحماني على موقع IMDb (الإنجليزية)
- وئام الدحماني على موقع قاعدة بيانات الأفلام العربية
- وئام الدحماني في قاعدة بيانات الأفلام على الإنترنت.